# Verbrechen nach Ferdinand von Schirach
Verbrechen nach Ferdinand von Schirach (auch VERBRECHEN nach Ferdinand von Schirach) ist der Titel einer deutschen Krimiserie basierend auf dem Kurzgeschichtenband Verbrechen des Strafverteidigers und Schriftstellers Ferdinand von Schirach. Josef Bierbichler spielt die Hauptrolle des Strafverteidigers Friedrich Leonhardt, der mit besonderen Kriminalfällen befasst ist. Die Serie wurde von Oliver Berben für das ZDF produziert und besteht aus sechs Folgen, die im April 2013 ausgestrahlt wurden.

## Handlung
Die Hauptfigur ist der Rechtsanwalt Friedrich Leonhardt. Als Strafverteidiger versucht er seinen jeweiligen Mandanten so gut es nur geht zu verteidigen, um das Strafmaß so gering wie möglich ausfallen zu lassen, oder gar einen Freispruch zu erreichen. Oftmals sind es recht besondere Fälle, die er sorgfältig recherchiert, um die Tathergänge detailliert rekonstruieren zu können.

## Episoden
| Folge | Titel             | Drehbuchautor            | Regisseur                | Besetzung | Handlung |
| ----- | ----------------- | ------------------------ | ------------------------ | --- | --- |
| 1     | Fähner            | André Georgi             | Hannu Salonen            | - Edgar Selge: Dr. Friedhelm Fähner - Annette Paulmann: Ingrid Fähner - Fabian Busch: Junger Friedhelm Fähner - Britta Hammelstein: Junge Ingrid Fähner - Ludger Pistor: Richter - Frank Leo Schröder: Staatsanwalt                                                                              | Der Mandant Fähner lebte seit Jahrzehnten in einer Ehehölle. Seine Frau demütigte, verachtete und beleidigte ihn, bis er zur Axt greift und sie in einer Affekthandlung in Stücke hackt. Der Verteidiger rekapituliert die Ursachen der Tat. |
| 2     | Tanatas Teeschale | Jobst Christian Oetzmann | Jobst Christian Oetzmann | - Denis Moschitto: Özcan - Adam Bousdoukos: Manolis - Kida Khodr Ramadan: Pocol - Alpa Gun: Samir - Jockel Tschiersch: Wagner - Sesede Terziyan: Sekretärin - Tom Jahn: Polizist | Berliner Kleinkriminelle mit Migrationshintergrund bestehlen einen japanischen Geschäftsmann aus ihrem Kiez. Dieser hetzt einen gnadenlosen Killer auf sie, um ein seltenes Familienerbstück zurückzuholen. Einige Beteiligte verlieren ihr Leben. |
| 3     | Grün              | Nina Grosse              | Hannu Salonen            | - Vladimir Burlakov: Philipp von Nordeck - Jan Fedder: Klaus von Nordeck - Bettina Zimmermann: Angelika Petersson - Robert Gallinowski: Bauer Gericke - Sven Lehmann: Dr. Saal - Peter Jordan: Staatsanwalt Kauther - Rainer Sellien: Polizist Talheim                                           | Der Abiturient Philipp von Nordeck tötet in seinem Dorf immer wieder heimlich Schafe. Sein Vater, der die betroffenen Bauern für den entstandenen Schaden bezahlen muss, versucht die Taten seines Sohnes zu vertuschen. Eines Tages wird Philipp jedoch von der Polizei verdächtigt, am Verschwinden eines jungen Mädchens beteiligt zu sein. |
| 4     | Der Igel          | Jobst Christian Oetzmann | Jobst Christian Oetzmann | - Karim Chérif: Karim Fataris - Hassan Chahrour: Walid Fataris - Conrad F. Geier: Kommissar Dalger - Meriam Abbas: Mutter Fataris - Ute Willing: Vorsitzende Richterin - Matthias Bundschuh: Staatsanwalt - Peter Trabner: Albert Koschintski                                                    | Karim ist arabischstämmiger Berliner, der ein Doppelleben führt. Innerhalb seiner kriminellen Familie spielt er den naiven Deppen aus dem Ghetto. Die Hänseleien und Schläge seiner brutalen Brüder erträgt er. Privat ist er intelligent, sensibel und integriert. Als es darum geht, seine verbrecherischen Brüder vor dem Gefängnis zu bewahren, erfindet er einen raffinierten Plan und foppt das Gericht. |
| 5     | Summertime        | Nina Grosse              | Hannu Salonen            | - Katja Flint: Melanie Boheim - Pierre Besson: Percy Boheim - Hassan Akkouch: Abbas Portas - Friederike Becht: Stefanie Becker - Jürgen Schornagel: Staatsanwalt Schmied - Tim Wilde: Kommissar Seidel                                                                                           | Eine junge Frau prostituiert sich heimlich, um Geld für ihren Freund zu verdienen. Als sie im Hotel ermordet wird, gerät ihr Freier unter Mordverdacht. Der Verteidiger schafft es mithilfe eines Überwachungsvideos und dem Grundsatz „in dubio pro reo“ seinen Mandanten „rauszuhauen“. Ob er die Frau ermordete oder der Freund aus Eifersucht, kann nie geklärt werden. |
| 6     | Notwehr           | Jobst Christian Oetzmann | Jobst Christian Oetzmann | - Tomas Arana: Unbekannter Mann - Gustav Peter Wöhler: Ermittlungsrichter Lambrecht - Thomas Thieme: Dr. Lorenz - Antonio Wannek: Heiner Beck - Conrad F. Geier: Kommissar Dalger - Pit Bukowski: Ingo Lenzberger - Kai Michael Müller: Patrik Sessler - Stephan Grossmann: Staatsanwalt Kesting | Ein unbekannter Mann wird von angetrunkenen Neonazis attackiert. Der Mann, offenbar Experte für Kampftechniken, tötet beide Männer durch die Anwendung von Kampfkunst. Die Polizei nimmt ihn fest und fordert ihn auf, seine Identität preiszugeben. Der Verteidiger, der von einem anonym bleibenden Unternehmen engagiert wurde, plädiert darauf, dass gemäß der Verfassung niemand zur Aussage gezwungen werden kann und dass die Überwachungsvideos eindeutig eine Notwehrsituation zeigen. Der Polizei bleibt nichts anderes übrig, als ihn wieder laufen zu lassen. Wer ist der geheimnisvolle Mann? Tage später liest der Verteidiger von einem professionell durchgeführten Auftragsmord. |

## Rezeption

### Einschaltquoten
Die Erstausstrahlung der ersten beiden Folgen VERBRECHEN nach Ferdinand von Schirach am 7. April 2013 sahen in Deutschland 3,44 und 2,61 Millionen Zuschauer; Folgen 3 und 4 in der Folgewoche 3,17 und 2,52 Millionen und die letzten beiden Folgen 2,81 und 2,73 Millionen Zuschauer. Der ZDF-Fernsehspielchef Reinhold Elschot erklärte dazu: „Wir sind froh und stolz, dass unser Programm-Wagnis ‚Verbrechen‘ in der Presse und in der Öffentlichkeit durchweg sehr positiv aufgenommen wurde. Und wir freuen uns sehr, dass unser Publikum diesen Weg mitgegangen ist. Der beste Beweis dafür ist, dass der Abschluss unserer Serie, die Episode ‚Notwehr‘, die höchste Einschaltung und die beste Demographie hatte. Das macht Mut für unsere nächsten Pläne.“

### Kritiken
„Wobei es weniger die durchaus sehenswerten und sehr fein auf die jeweiligen Drehbücher abgestimmten tricktechnischen Spielereien sind, die diese Kleinkrimis zu einem Vergnügen machen. Es ist fast schon revolutionär, wie hier im deutschen Fernsehen vielleicht erstmals Kriminalität konsequent anders verhandelt wird. Es geht nicht darum, einen Täter zu überführen – es geht darum, ihn zu verstehen.“

„Auf die Zuschauer wartet an den kommenden drei Sonntagabenden […] ein ästhetisches Vergnügen der Extraklasse, das wegen der durchgängigen Handlungshärte und ob einiger höchst gewaltsamer Einzelszenen jedoch auch solide Seelenstabilität verlangt. Jedenfalls hat bei dieser Produktion eine stattliche Riege von Akteuren sehr vieles sehr richtig gemacht.“

„Möglicherweise wäre es klüger gewesen, die rein auf die Handlung reduzierten Geschichten der Vorlage nur als fernen Ansatz zu nehmen für eigene, neue Geschichten. Dann hätte man Bilder finden können für die innere Entwicklung. Dann hätte man überhaupt eine Entwicklung zeigen können. Dann hätte man Spannung erzielen können daraus, wie die Personen mit sich kämpfen um den besten Weg aus ihrem Dilemma. Aber so?“

„Man kann «Verbrechen» nicht loben, ohne die anderen Auswüchse des Genres zu kritisieren, weil «Verbrechen» zeigt, was möglich ist: eine psychologisch so vielschichtige und ästhetisch so anspruchsvolle und ausgereifte Serie, wie kaum eine andere deutsche Fernsehproduktion in diesem Jahrtausend. Denn nicht nur in der leisen, filigranen Erzählweise, sondern auch in der außerordentlich kunstvollen szenischen Inszenierung mit ihren komplexen Symbolen und der gewieften Kameraführung ist hier die Avantgarde zu Hause. «Verbrechen» könnte der lang erhoffte kreative Durchbruch für die deutsche Serie sein.“

## Auszeichnungen
VERBRECHEN nach Ferdinand von Schirach war für den 50. Grimme-Preis in der Kategorie „Fiktion/Serien & Mehrteiler“ nominiert.